# Joey McIntyre
Joseph Mulrey McIntyre, detto Joey (Needham, 31 dicembre 1972), è un cantautore e attore statunitense.

## Biografia
È conosciuto soprattutto come membro del gruppo musicale New Kids on the Block, a cui ha preso parte giovanissimo, quando aveva quasi 13 anni. Dal 1998 è attivo anche come solista. Ha recitato anche in diversi musical, tra cui Tick, Tick...Boom! e Wicked a Broadway.

## Discografia
New Kids on the Block
- 1986: New Kids on the Block
- 1988: Hangin' Tough
- 1989: Merry, Merry Christmas
- 1990: Step by Step
- 1991: No More Games: The Remix Album
- 1994: Face the Music
- 1999: Greatest Hits
- 2008: The Block
- 2011: NKOTBSB
- 2013: 10

Solista
- 1998: Stay the Same
- 1999: Stay the Same
- 2001: Meet Joe Mac
- 2002: One Too Many: Live From New York
- 2004: 8:09
- 2006: Talk to Me
- 2009: Here We Go Again
- 2011: Come Home For Christmas

## Filmografia parziale
Cinema
- On Broadway, regia di Dave McLaughlin (2007)
- Capodanno a New York, regia di Garry Marshall (2011)
- Corpi da reato (The Heat), regia di Paul Feig (2013)

Televisione
- Boston Public (2002-2003)
- Motive (2013)
- The Hotwives of Orlando (2014)
- The McCarthys (2014-2015)
- Angie Tribeca (2016)
- the goldbergs 9x16 (2021)

## Doppiatori italiani
Nelle versioni in italiano delle opere in cui ha recitato, Joey McIntyre è stato doppiato da:
- Gianfranco Miranda in Psych
- Francesco Pezzulli in Angie Tribeca
- Andrea Mete in Corpi da reato
- Alessandro Quarta in Motive
- David Vivanti in Dawn